# MFS (Label)
MFS (Abkürzung von Masterminded For Success) ist ein unabhängiges Plattenlabel aus Berlin, das überwiegend Musik aus dem Bereich der elektronischen Musik veröffentlichte. Gründer des Labels ist der in Berlin lebende britische Künstler Mark Reeder. MFS gilt als eines der wichtigsten deutschen Trance-Labels. Es war zunächst bis 2008 aktiv; danach konzentrierte sich Reeder auf seine eigene Musikproduktion und Remix-Arbeiten. Reeder reaktivierte MFS im Jahr 2018, um das Album Fragment der chinesischen Band Stolen zu veröffentlichen.
Auf MFS und den beiden Sublabels Flesh und Telemetric erschienen seit der Gründung 1990 über 200 Alben, EPs und Singles von Künstlern wie Dr. Motte, Paul van Dyk, Cosmic Baby, Mijk van Dijk, Humate, Joe T. Vannelli, Ellen Allien, Denki Groove, DJ Clé und Marco Zaffarano.

## Geschichte
Im Dezember 1990, nach dem Fall der Berliner Mauer, folgte das staatliche Amiga-Schallplattenlabel Deutsche Schallplatten Berlin dem Vorschlag von Mark Reeder und ließ ihn ein Label für elektronische Tanz Musik erstellen, das Reeder Masterminded For Success nannte. Als die Berliner Mauer noch stand, hatte Reeder bereits eine Arbeitsbeziehung mit der Amiga aufgebaut, während der Aufnahme des Albums „Torture“ für die DDR-Indie-Band Die Vision die bei AMIGA/DSB/ZONG veröffentlicht würde.
Der Name MFS wurde eigentlich aus den Initialen des Ministeriums für Staatssicherheit (MfS) abgeleitet, dem ostdeutschen Geheimdienst, der in der DDR allgemein als Stasi bekannt ist. Das Label wurde ursprünglich von Reeder gegründet und der Vertrieb wurde von Mirko Whitfield geführt. Reeder brachte Torsten Jurk und Matt Craver mit, der kurz darauf das Label verließen, um Manager von Atari Teenage Riot zu werden. Nach dem Zusammenbruch der DSB und dem Verkauf an BMG Ende 1993, sicherten sich Reeder und Jurk alle Rechte an dem Markennamen und dem Katalog, die ursprünglich von der DSB finanziert worden waren.
Obwohl Reeders ursprüngliche Idee war, eine Plattform für junge, osteuropäischen Künstler zu bieten, da niemand über Musik-Technik verfügte, musste er auf seine West-Berlin-Kollegen zurückgreifen. Die ersten Künstler auf dem Label waren daher die Freunde Paul Browse und Johnny Klimek, bekannt als "Effective Force", gefolgt von VOOV, und dann "2 German Latinos" (Gaby Delgado von DAF und Künstlerin Saba Komossa) sowie "Neutron" 9000".
MFS gewann bald mit ihrer "Trance"-Identität Medien-Aufmerksamkeit und hatte Anfang 1991 Künstlern wie Cosmic Baby, Mijk van Dijk und Humate unter Vertrag genommen und die Karriere von Paul van Dyk begonnen. Reeders Idee, eine Trance-erzeugende, melodische, euphorische und positiv klingende Version von Techno zu schaffen, sollte schließlich von Cosmic Baby erstmals verwirklicht werden. Eines der beliebtesten Projekte von MFS war "The Visions of Shiva", eine Kollaboration von Cosmic Baby (Harald Blüchel) und Paul van Dyk. Zusammen veröffentlichten sie zwei Singles, "Perfect Day" und "How Much Can You Take?" bevor sie ihre eigenen Wege im Jahr 1993 gingen. Ein weiteres und erfolgreiches MFS-Release war "Love Stimulation" von Humate im Jahr 1993, das den Debüt-Remix von Paul van Dyk enthielt.
Im Februar 1992 veröffentlichte MFS die erste Trance-Compilation namens Tranceformed From Beyond, die speziell geremixte Tracks aus den Releases der vergangenen Jahre enthielt. Das Album wurde von Cosmic Baby & Mijk van Dijk sequenziert und abgemischt. Ein Jahr später bat MFS Paul van Dyk, einen DJ-Mix für sein zweites Compilation-Album zu erstellen – den Soundtrack für ein früheres Computergrafik-Video – das sie "X-Mix-1 – The MFS Trip" nannten. Dies war eine Zusammenarbeit mit dem damaligen Videolabel STUD!O K7.
Einige der erfolgreicheren Alben von MFS waren Stellar Supreme (1992), Ki (1993) von 030/Dr. Motte, Afreuropamericasiaustralica (1994) von Mijk van Dijk sowie Paul van Dyks 45 RPM (1994) und Seven Ways (1996) Alben. Sowohl PVD als auch Cosmic Baby wurden zu MFS-Hauptkünstlern, aber Anfang 1994 verließ Cosmic Baby das Label und ging zu BMG.
Mark Reeder begann mit der Unterzeichnung weiterer Underground-Künstler und Tracks, während sich Torsten Jurk auf die Administration und die Buchungen von Paul van Dyk hauptsächlich konzentrierte, bis MFS schließlich eine eigene Booking-Agentur und ein Musik-Publishing-Team gründete. Mitte der 1990er wurde Paul van Dyk zu einem großen kommerziellen Erfolg für MFS. Es erschienen die ersten beiden Van-Dyk-Alben 45 RPM (1994) und Seven Ways (1996) sowie zahlreiche Singles mit zunehmend internationalen Bookings. Mit For an Angel produzierte Van Dyk auch einen der bekanntesten Tracks der Szene, der über MFS allerdings nur auf dem Album 45 RPM erschien. Die erfolgreiche Single-Auskopplung erschien später auf britischen Label Deviant Records. PVD veröffentlichte zahlreiche Singles und Remixe und blieb bis Ende 1997 bei MFS.
Nachdem Torsten Jurk 1998 die Firma verließ, setzte Reeder das Label fort, wurde jedoch später mit einer Klage von Paul van Dyk über sein drittes Studioalbum konfrontiert, das später als Out There and Back bekannt wurde, und schließlich bei Deviant Records UK von Reeder’s Freund Rob Deacon veröffentlicht wurde.
Nach 1999 distanzierte sich Reeder zunehmend von der Trance-Szene und widmete sich verstärkt dem Techno. Dies spiegelte sich insbesondere in der Veröffentlichungspolitik wider. Neben Techno- und House von Corvin Dalek und Kama Arts erschienen auch Projekte wie Berlin Mitte Boys (Jürgen Laarmann, DJ Clé, Mike Vamp, Hugo, Robbie und Thomas Ramstedter), die vor allem mit einer Cover-Version des Titels New York City Boy von den Pet Shop Boys in Erscheinung traten und sich nach nur einer Platte wieder auflösten.

## Artwork
Seit der 6. Veröffentlichung war der Grafikdesigner Marc Schilkowski für das Cover-Design verantwortlich. Die ersten 5 Veröffentlichungen wurden noch, wie auch das ursprüngliche Logo, von Michael Bulgrin gestaltet. Dabei wurde von Anbeginn darauf geachtet, dass alle Platten- und CD-Rücken die gleichen Elemente haben und an einheitlichen Positionen sitzen und somit ein einheitlicher Gesamteindruck der Cover entsteht. Als Gestaltungsideen wurden unter anderem prominente Markennamen abgewandelt, wie beispielsweise United Colors of Benetton zu United Frequencies of Trance.